# Хареберг
Хареберг (фр. Harreberg) насеље је и општина у североисточној Француској у региону Лорена, у департману Мозел која припада префектури Сарбур.
По подацима из 2011. године у општини је живело 395 становника, а густина насељености је износила 62,3 становника/km². Општина се простире на површини од 6,34 km². Налази се на средњој надморској висини од 440 метара (максималној 505 m, а минималној 259 m).

## Демографија
| 1962. | 1968. | 1975. | 1982. | 1990. | 1999. | 2011. |
| ----- | ----- | ----- | ----- | ----- | ----- | ----- |
| 321   | 326   | 333   | 340   | 369   | 352   | 395   |

График промене броја становника у току последњих година